# Observatoire de Nice
 (juin 2017).
Si vous disposez d'ouvrages ou d'articles de référence ou si vous connaissez des sites web de qualité traitant du thème abordé ici, merci de compléter l'article en donnant les références utiles à sa vérifiabilité et en les liant à la section « Notes et références ».
 (juin 2017).
L'Observatoire de Nice est un observatoire astronomique situé à Nice, au sommet du mont Gros, à 370 mètres d'altitude et au cœur d'une forêt de trente-cinq hectares. Le coût de sa construction fut entièrement pris en charge par le banquier et philanthrope Raphaël-Louis Bischoffsheim. L'architecte Charles Garnier conçut les 15 bâtiments d'origine. Il réalisa la base de la grande coupole, l'ingénieur Gustave Eiffel réalisa la coupole abritant la lunette principale. Le site fait administrativement partie de l'Observatoire de la Côte d'Azur.

## Histoire

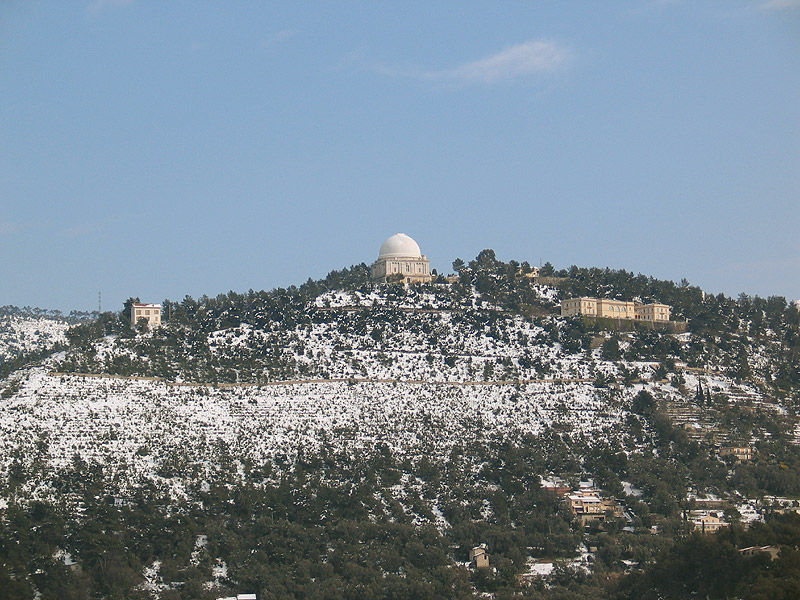
Le site de l'Observatoire de Nice.

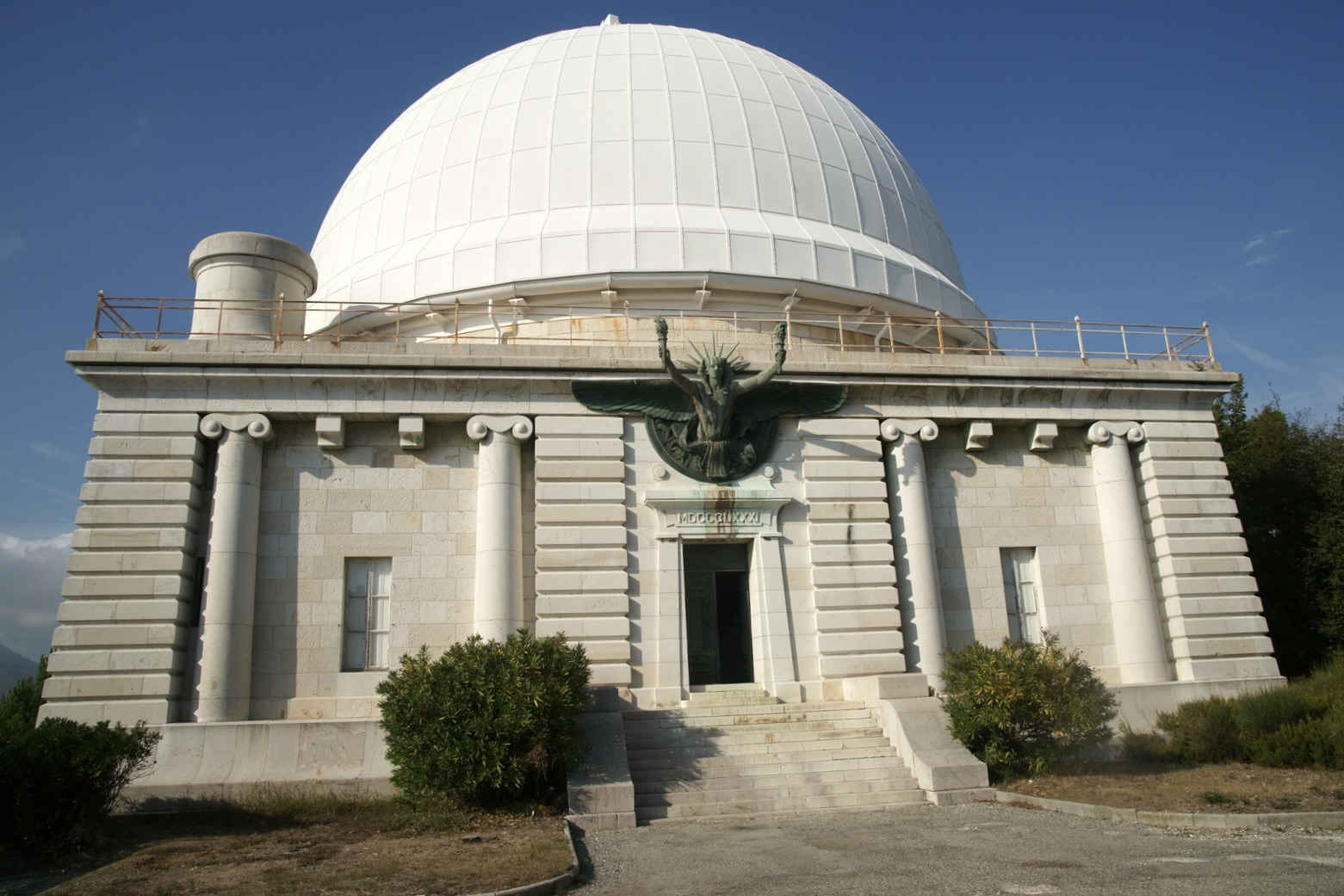
Pavillon Grand Equatorial, observatoire de Nice.

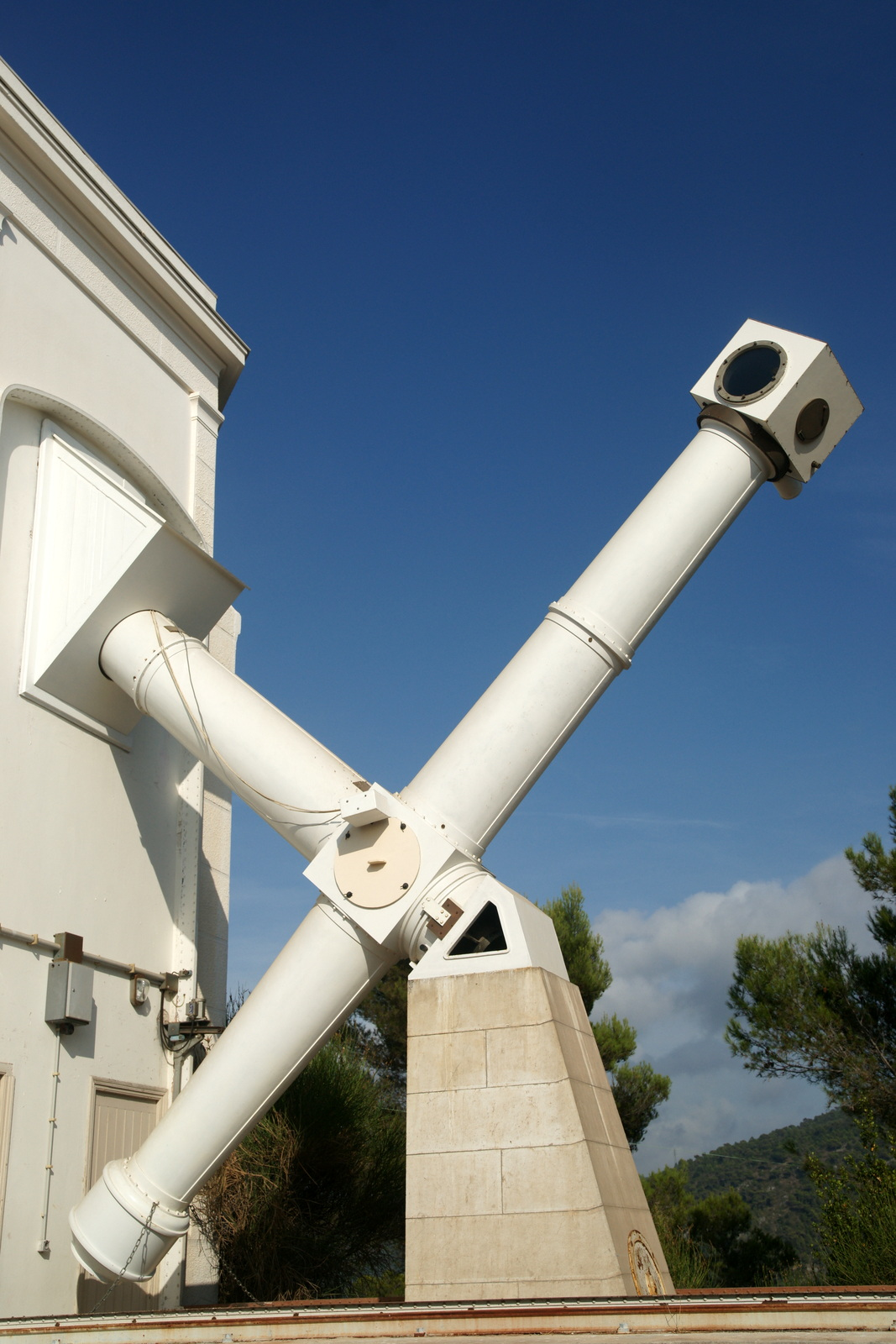
Lunette coudée de l'observatoire de Nice.

Les premières études pour la construction de l'observatoire commencèrent en 1878. Le banquier Raphaël Bischoffsheim, passionné de sciences et d'astronomie, avait acheté le sommet du Mont Gros pour y installer un observatoire. Il fit appel à son ami Charles Garnier pour mener à bien le projet architectural, et celui-ci, se souvenant de sa formation de botaniste, aménagea un magnifique environnement paysager. Le site comprend 18 pavillons dont 13 portent la signature de Charles Garnier ; parmi ces bâtiments, on compte le grand équatorial, le petit équatorial abritant un instrument équatorial de 50 cm de diamètre qui a permis à l'astronome Auguste Charlois de découvrir cent-quarante petites planètes, l'équatorial coudé, la grande méridienne avec ses deux toits à pente mobile et à ouverture zénithale, et le pavillon central abritant une bibliothèque et les bureaux des chercheurs ; l'ensemble de ces bâtiments est implanté au milieu des sentiers botaniques du jardin et d'une oliveraie de deux cent cinquante arbres achetés par Charles Garnier. 
En 1986, l'observatoire de Nice a fusionné avec le Centre de recherches en géodynamique et astrométrie (CERGA) pour former l'observatoire des Alpes-Maritimes, devenu en 1988 l'observatoire de la Côte d'Azur.
Depuis 1988, le site de l’observatoire est inscrit à l’inventaire des ZNIEFF de la Région Provence Alpes Côte d’Azur. L’ensemble du site appartient à la ZNIEFF intitulée "Mont-Gros - Eze - Tête de Chien" qui relève de dix communes et couvre une superficie de 2 907 hectares. Le 6 juillet 1992 il est partiellement classé au titre de Monument historique (France), et le 24 octobre 1994, les bâtiments le sont en totalité, y compris les différentes lunettes. L'observatoire obtient par la suite le label « Patrimoine XXe siècle » le 1er mars 2001.  

## Directeurs et personnalités
La direction de l'observatoire a été successivement confiée aux personnalités suivantes :
- Henri Perrotin de 1881 à 1904 (à sa mort)
- Léon Bassot de 1904 à 1917
- Gaston Fayet de 1917 à 1962 (démission)
- Jean-Claude Pecker de 1962 à 1969
- Philippe Delache de 1969 à 1972
- Jean-Paul Zahn de 1972 à 1981
- Raymond Michard de 1981 à 1989
- Philippe Delache de 1989 à 1994
- José Pacheco de 1994 à 1999
- Jacques Colin de 1999 à 2009
- Farrokh Vakili de 2009 à 2015
- Thierry Lanz de 2015 à 2021.
- Stéphane Mazevet à partir de 2021

Les noms des personnalités suivantes sont également associées à son histoire :
- Auguste Charlois
- Paul Couteau
- Jean-Louis Heudier
- Joanny-Philippe Lagrula
- Marguerite Laugier
- Guy Reiss
- Alexandre Schaumasse
- Henri Chrétien
- Michel Hénon
- François Mignard
- Alessandro Morbidelli
- Patrick Michel.

## Architecture
Le bâtiment du Grand Équatorial avec sa grande coupole, réalisé en pierre de taille de La Turbie, est formé d'une base carrée dont les quatre façades, parfaitement symétriques, sont identiques et animées par la présence de quatre colonnes ioniques. La base du bâtiment est une pyramide à plan coupé rappelant la forme d'un mastaba égyptien. Au-dessus de cette base se trouve le mur circulaire qui supporte la coupole. Elle a un diamètre intérieur de 22,4 mètres et extérieur de 23,90 mètres, et elle pèse près de 100 tonnes. La particularité est qu'elle repose sur un flotteur annulaire (de l'eau additionnée de chlorure de magnésium qui forment une solution incongelable). Charles Garnier modifia le projet pour permettre un système parallèle de rotation de la coupole, grâce à des galets roulant sur des rails. À l'origine le déplacement de la coupole avait lieu grâce à un simple treuil manuel, jusqu'à ce qu'en 1888 un moteur électrique soit installé. Depuis la restauration du bâtiment en 1969, la coupole se déplace sur un chemin de roulement.
Le portail d'entrée est surmonté d'une statue allégorique monumentale représentant le « Génie de la Science », encore appelé l'« Apollon sortant du Zodiaque », réalisée en 1884 par les ateliers Christofle, sur les plans du sculpteur Paul-Armand Bayard de la Vingtrie. Réalisé en tôles de cuivre, le motif décoratif est exécuté dans un style puisant ses symboles dans l'art égyptien. En 2022, la sculpture a été entièrement redorée telle qu'elle était à l'origine.

## Principal instrument

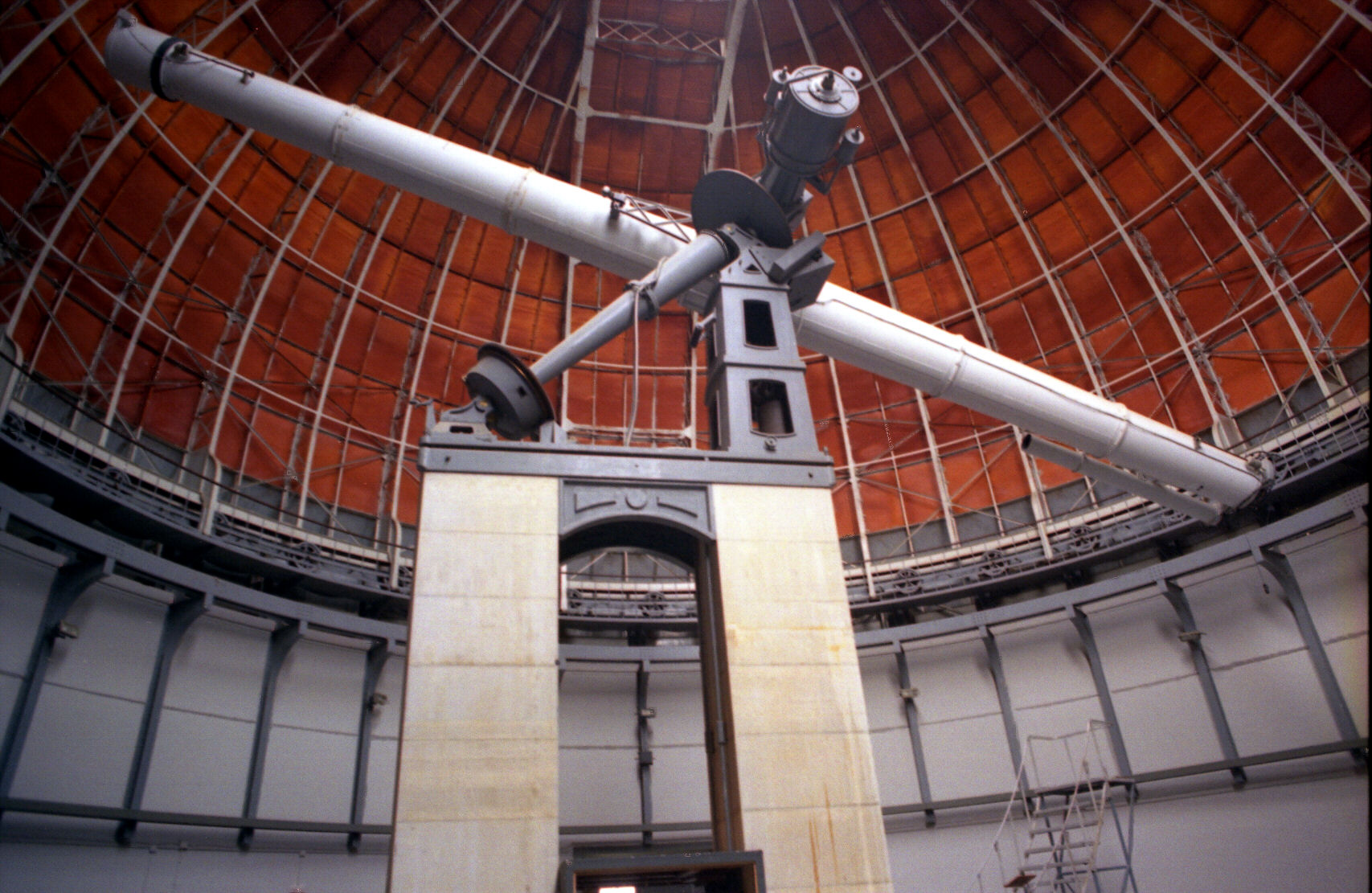
Grande lunette de l'Observatoire de Nice.

L'instrument principal de l'observatoire de Nice est la lunette astronomique équipant le Grand Équatorial, longue de 18 mètres, avec une lentille de 76 cm de diamètre. Elle fut pour la première fois opérationnelle en 1888 et était, à l'époque, la plus grande lunette du monde. Elle fut détrônée par la lunette de l'observatoire Lick, disposant d'une lentille d'un diamètre de 91 centimètres.

## Dans la culture populaire
L'Observatoire de Nice a été utilisé comme décor dans plusieurs films, dont Simon Sez : Sauvetage explosif en 1999 et le film de Woody Allen Magic in the Moonlight qui sort en 2014, ainsi que pour la série Section de recherches (saison 9, épisode 11).
En 2018, les extérieurs devant la Grande Coupole et le Grand Méridien ont servi de décor pour le clip La Thune d'Angèle.
Le 7 mai 2021, l'artiste français French79 y enregistre un concert diffusé sur Arte Concert.
En 2022, le groupe Hyphen Hyphen, originaire de Nice, y tourne le clip intitulé Too Young.

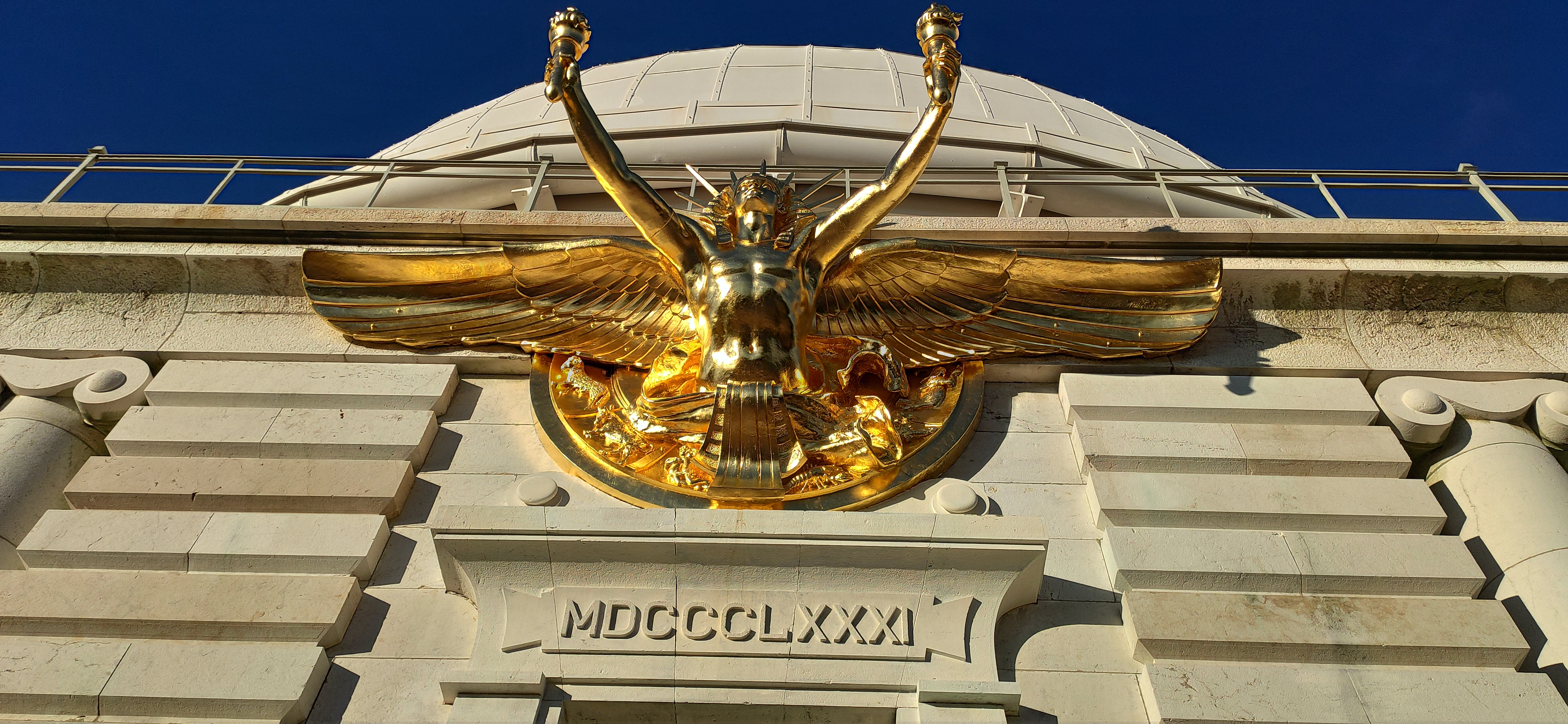
Le génie des Sciences, détail du fronton de la grande coupole de l'Observatoire, Nice.
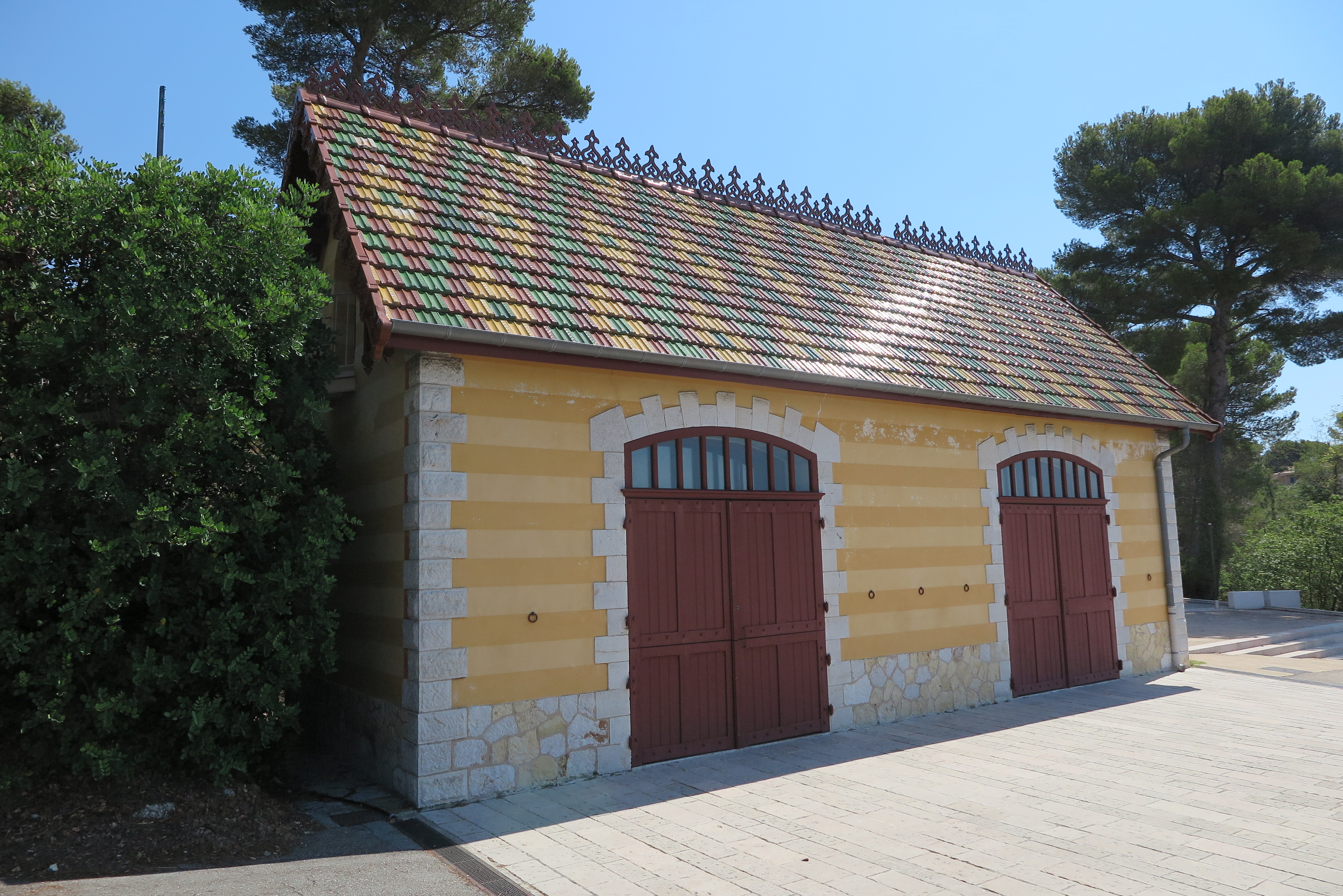
Écurie.
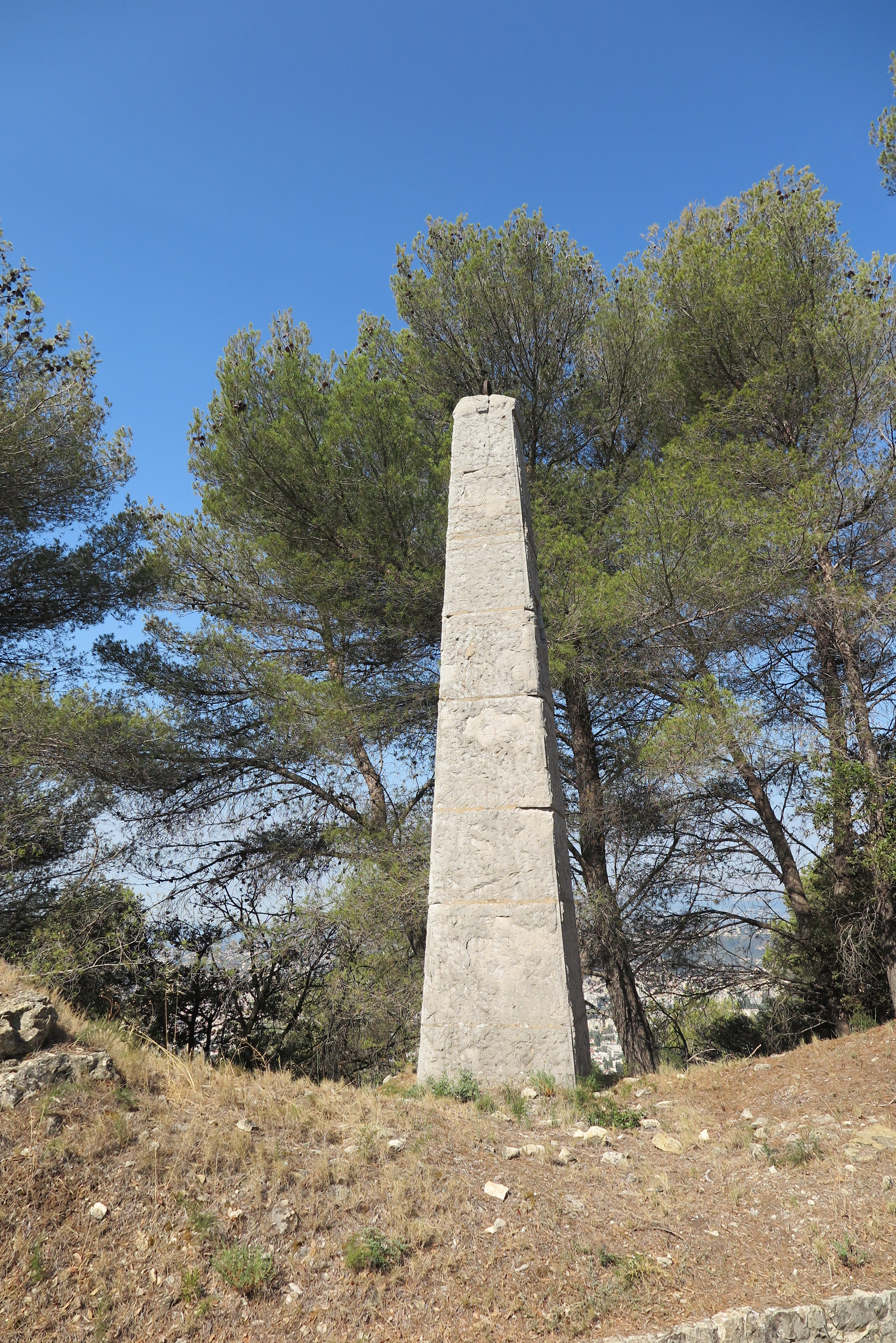
Mire à méridienne.